# تورستن شلوتر
تورستن شلوتر (بالألمانية: Torsten Schlüter)‏ هو رسام ألماني، ولد في 30 سبتمبر 1959 في هنينغسدورف في ألمانيا.